# 태국 관광체육부
관광체육부(태국어: กระทรวงการท่องเที่ยวและกีฬา, 영어: Ministry of Tourism and Sports (Thailand), 약자:MOTS)는 태국 정부의 부처이다. 관광체육부의 주요 책임 분야는 관광과 스포츠(체육)다. 관광부는 학교와 다른 기관의 관광산업과 스포츠의 관리를 맡고 있다. 관광체육부는 태국의 중요한 체육 행사를 조직하고 감독한다. 2012 회계연도의 예산은 6,41390만 바트다.
2018년, 관광체육부 장관은 Weerasak Kowsurat이다. 2017년 11월 24일, 3년간 그 직책을 맡았던 코브콘 와타나브랑쿨(Kobkarn Wattanavrangkul)을 대신하여 임명되었다. 앞서 Weerasak Kowsurat는 2008년부터 3년간 같은 직책을 맡았다.

## 역사
관광체육부는 탁신 친나왓 총리의 통치 기간인 2003년에 만들어졌다. 정부는 스포츠부를 원했지만, 프로 스포츠가 복지부를 보증할 만큼 충분히 크지 않았기 때문에 상원은 스포츠부를 지원하기를 거부했다. 이 같은 반대를 극복하기 위해 정부는 관광업을 국토부 포트폴리오에 추가했다. 두 기관이 태국 관광을 관리한다. 태국 관광청(TAT)은 "몸통수" 즉, 방문객을 유치하는 업무를 담당하고 있다. 체육관광부의 관광부는 산업을 규제하고 인프라를 관리한다. 2017년 3,500만 명 이상의 방문객이 도착한 TAT의 성공은 업계 관리를 담당하는 130명의 직원을 압도했다.

## 부서

### 행정부
- 장관실
- 상임이사국
- 관광부
- 체육학과
- 체육연구실

### 도립 행정
- 관광 체육국

## 국영기업

### 태국 스포츠 당국
1985년에 설립된 태국 스포츠 당국은 태국의 모든 스포츠 협회를 규제한다.

### 태국 관광청
1960년에 설립된 태국 관광청(TAT)은 태국 관광 진흥을 담당하고 있다. 태국에 35개 지역사무소를 두고 있으며, 해외에는 15개 지역사무소를 두고 있다.

## 같이 보기
- 태국 내각
- 태국 정부부처
- 태국 정부
- 태국의 총리